# Actiniceps horrida
Actiniceps horrida är en svampart som först beskrevs av Franz Xaver von Höhnel, och fick sitt nu gällande namn av Karel Bernard Boedijn 1959. Actiniceps horrida ingår i släktet Actiniceps och familjen mattsvampar.   Inga underarter finns listade i Catalogue of Life.